# The World's 50 Best Restaurants
The World's 50 Best Restaurants (en català, Els 50 millors restaurants del món) és una llista anual elaborada pel grup editorial britànic William Reed Business Media i que originalment apareixia a la revista britànica The Restaurant Magazine. Aquesta llista publica des del 2002 els que considera els 50 millors restaurants del món basant-se en una enquesta a xefs i crítics internacionals. El restaurant El Bulli de Roses l'ha encapçalat en cinc ocasions i El Celler de Can Roca de Girona en dues. El 2024 fou el Disfrutar de Barcelona el que va aconseguir el primer premi, de manera que en vuit de les 22 edicions un restaurant català havia aconseguit el primer lloc de la llista.

## Millor restaurant del món

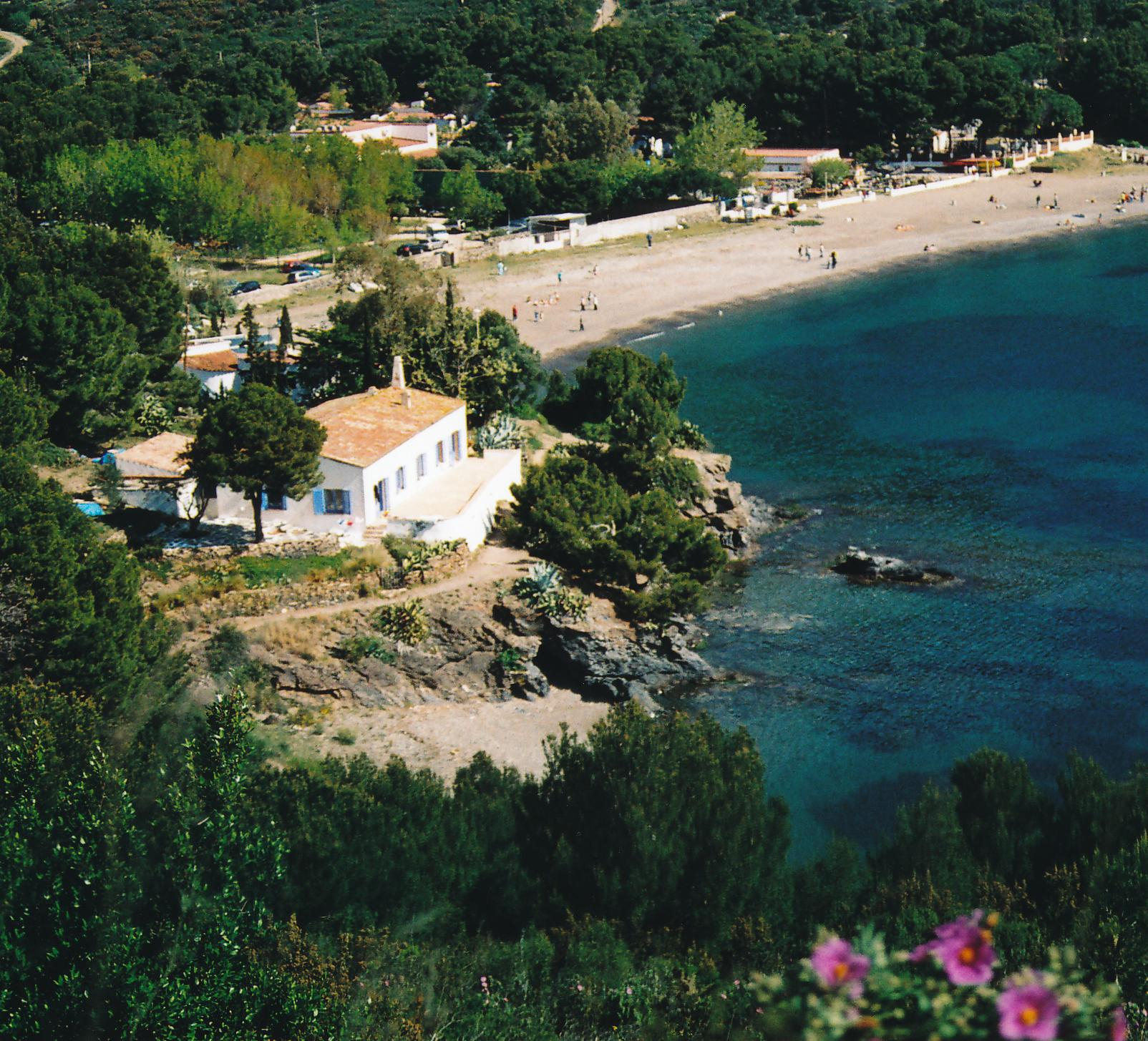
el Bulli

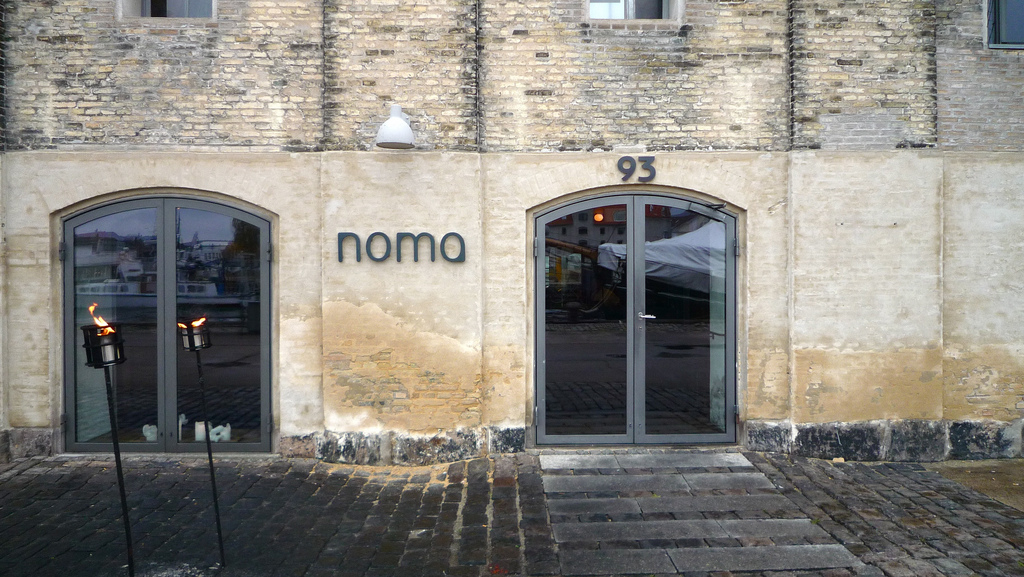
Façana del restaurant Noma en la seva ubicació anterior a Strandgade.

| Millor restaurant del món | Millor restaurant del món | Millor restaurant del món | Millor restaurant del món | Ref.  |
| Any                       | 1er                       | 2n                        | 3r                        | Ref.  |
| 2002                      | El Bulli                  | Gordon Ramsay             | The French Laundry        |       |
| 2003                      | The French Laundry        | El Bulli                  | Le Louis XV               |       |
| 2004                      | The French Laundry        | The Fat Duck              | El Bulli                  |       |
| 2005                      | The Fat Duck              | El Bulli                  | The French Laundry        |       |
| 2006                      | El Bulli                  | The Fat Duck              | Pierre Gagnaire           |       |
| 2007                      | El Bulli                  | The Fat Duck              | Pierre Gagnaire           |       |
| 2008                      | El Bulli                  | The Fat Duck              | Pierre Gagnaire           |       |
| 2009                      | El Bulli                  | The Fat Duck              | Noma                      |       |
| 2010                      | Noma                      | El Bulli                  | The Fat Duck              |       |
| 2011                      | Noma                      | El Celler de Can Roca     | Mugaritz                  |       |
| 2012                      | Noma                      | El Celler de Can Roca     | Mugaritz                  |       |
| 2013                      | El Celler de Can Roca     | Noma                      | Osteria Francescana       |       |
| 2014                      | Noma                      | El Celler de Can Roca     | Osteria Francescana       |       |
| 2015                      | El Celler de Can Roca     | Osteria Francescana       | Noma                      |       |
| 2016                      | Osteria Francescana       | El Celler de Can Roca     | Eleven Madison Park       |       |
| 2017                      | Eleven Madison Park       | Osteria Francescana       | El Celler de Can Roca     |       |
| 2018                      | Osteria Francescana       | El Celler de Can Roca     | Mirazur                   |       |
| 2019                      | Mirazur                   | Noma                      | Asador Etxebarri          |       |
| 2021                      | Noma                      | Geranium                  | Asador Etxebarri          |       |
| 2022                      | Geranium                  | Central Restaurante       | Disfrutar                 | [ 3 ] |
| 2023                      | Central Restaurante       | Disfrutar                 | DiverXO                   | [ 4 ] |
| 2024                      | Disfrutar                 | Asador Etxebarri          | Table                     | [ 2 ] |